# Табор-штрасе (станція метро)
48°13′08″ пн. ш. 16°22′51″ сх. д. / 48.219° пн. ш. 16.3808° сх. д.
«Табор-штрасе» (нім. Taborstraße) — станція Віденського метрополітену, розміщена на лінії U2 між станціями «Пратерштерн» і «Шоттен-ринг». Відкрита 10 травня 2008 року у складі дільниці «Шоттен-ринг» — «Штадіон».
Розташована в 2-му районі Відня (Леопольдштадт).